# Cantón Las Lajas
El Cantón Las Lajas es un cantón de la provincia de El Oro. Su cabecera cantonal es la ciudad de La Victoria.  Su población es de 4.794 habitantes, tiene una superficie de 297 km².  Su alcalde actual para el período 2023 - 2027 es Jimmy Serafín Castillo Abad.

## Límites
- Al norte con el cantón Arenillas
- Al sur con la provincia de Loja
- Al este con el cantón Marcabelí
- Al oeste con el Perú

## División política
Las Lajas tiene seis parroquias:

### Parroquias urbanas
- La Victoria (cabecera cantonal)
- Platanillos
- Valle Hermoso

### Parroquias rurales
- El Paraíso
- La Libertad
- San Isidro

### Sitios
- San José
- La Avanzada
- Bellavista
- Puyango
- Amarillos
- Chiriboga
- Cañas
- El Guineo
- El Cedro
- Los Laureles
- San Luis
- Morales
- San Vicente
- Villa Seca
- El Tigre 1
- El Tigre 2